# ジス・ガールズ・イン・ラヴ・ウィズ・ユー
『ジス・ガールズ・イン・ラヴ・ウィズ・ユー』（This Girl's in Love with You）は、アメリカ合衆国の歌手アレサ・フランクリンが1969年に録音・1970年に発表したスタジオ・アルバム。

## 背景
表題曲は、ハーブ・アルパートが「This Guy's in Love with You」というタイトルで発表した曲のカヴァーで、「レット・イット・ビー」と「エリナー・リグビー」はビートルズのカヴァーである。ただし、「レット・イット・ビー」に関しては、ビートルズのヴァージョンよりも本作の方が先にリリースされる結果となった。また、「シェア・ユア・ラヴ・ウィズ・ミー」は、ボビー・ブランドが1964年にシングル・ヒットさせた曲のカヴァーである。

## 反響・評価
本作からの先行シングル「ザ・ウェイト」はBillboard Hot 100で19位、『ビルボード』のR&Bシングル・チャートで3位に達し、「シェア・ユア・ラヴ・ウィズ・ミー」はHot 100で13位・R&Bチャートで1位、「エリナー・リグビー」はHot 100で17位・R&Bチャートで5位を記録した。そして、本作は総合アルバム・チャートのBillboard 200で17位に達し、『ビルボード』のR&Bアルバム・チャートでは最高2位を記録した。本作からシングル・カットされた「コール・ミー」は、Hot 100で13位、R&Bチャートで1位を記録している。
第12回グラミー賞では、シングル曲「シェア・ユア・ラヴ・ウィズ・ミー」が最優秀女性R&Bボーカル・パフォーマンス賞を受賞した。Richie Unterbergerはオールミュージックにおいて5点満点中3点を付け「タイトル曲だけを聴けば、アレサ・フランクリンがポップ色を強めたアルバムの一つと誤解されるかもしれないが、全体的には堅実で実に土臭い作品である」と評している。また、ロバート・クリストガウは本作にBプラスを付け「彼女は使い捨てのポップスのカヴァーよりも、"Eleanor Rigby"や"The Weight"といったロック的なメッセージの方が似つかわしい」と評している。

## 収録曲
1. サン・オブ・ア・プリチャー・マン - "Son of a Preacher Man" (John Hurley, Ronnie Wilkins) - 3:19
2. シェア・ユア・ラヴ・ウィズ・ミー - "Share Your Love with Me" (Al Braggs, Deadric Malone) - 3:22
3. ダーク・エンド・オブ・ザ・ストリート - "Dark End of the Street" (Chips Moman, Dan Penn) - 4:42
4. レット・イット・ビー - "Let It Be" (John Lennon, Paul McCartney) - 3:33
5. エリナー・リグビー - "Eleanor Rigby" (J. Lennon, P. McCartney) - 2:38
6. ジス・ガールズ・イン・ラヴ・ウィズ・ユー - "This Girl's in Love with You" (Burt Bacharach, Hal David) - 4:00
7. イット・エイント・フェア - "It Ain't Fair" (Ronnie Miller) - 3:22
8. ザ・ウェイト - "The Weight" (Robbie Robertson) - 2:59
9. コール・ミー - "Call Me" (Aretha Franklin) - 3:57
10. シット・ダウン・アンド・クライ - "Sit Down and Cry" (Clyde Otis, Lou Stallman) - 3:52

## 参加ミュージシャン
- アレサ・フランクリン - ボーカル(all songs)、ピアノ(#5を除く全曲)
- バリー・ベケット（英語版） - オルガン(on #1, #3, #4, #6, #9)、エレクトリックピアノ(on #2, #5, #7, #8, #10)
- ジミー・ジョンソン - ギター(all songs)
- エディ・ヒントン - ギター(on #1, #3, #4, #5, #6, #9)
- ジェリー・ウィーヴァー - ギター(on #4, #10)
- デュアン・オールマン - ギター(on #7)、スライドギター(on #8)
- デヴィッド・フッド - ベース(all songs)
- ロジャー・ホーキンス - ドラムス(all songs)
- キング・カーティス - テナー・サクソフォーン(on #2, #7, #8)
- スウィート・インスピレイションズ - バックグラウンド・ボーカル(on #1, #2, #3, #5, #7)
- シシー・ヒューストン（英語版） - バックグラウンド・ボーカル(on #8, #9, #10)
- シルヴィア・シェムウェル - バックグラウンド・ボーカル(on #8, #10)
- ディー・ディー・ワーウィック（英語版） - バックグラウンド・ボーカル(on #8, #10)
- ブレンダ・ブライアント - バックグラウンド・ボーカル(on #9)
- パット・ルイス - バックグラウンド・ボーカル(on #9)
- アリフ・マーディン - ストリングス・アレンジ